# میتسویی کمیکال
میتسویی کمیکال (به ژاپنی: 三井化学株式会社) شرکت صنایع شیمیایی ژاپنی است، که در زمینه تولید مواد شیمیایی و محصولات پتروشیمی فعالیت می‌کند.
شرکت میتسویی کمیکال در سال ۱۹۹۷ راه‌اندازی شد و اکنون زیرمجموعه‌ای از گروه میتسویی می‌باشد.
دفتر مرکزی این شرکت در منطقه شیئودومه، میناتو، توکیو قرار دارد و بخشی از سهام آن در بازار بورس توکیو معامله می‌شود.